# Brda (gmina Pljevlja)
Brda (cyr. Брда) – wieś w Czarnogórze, w gminie Pljevlja. W 2011 roku liczyła 26 mieszkańców.